# 巴黎炮
巴黎砲（德語：Paris-Geschütz），又名為「威廉皇帝砲」（德語：Kaiser-Wilhelm-Geschütz），是第一次世界大战中德国用来轰击巴黎的一门超級火砲，在1918年3月到8月期間服役，是有史以來射程最遠的大砲。
作為軍事武器，巴黎砲並沒有取得巨大成功，它的有效載荷很小，砲管需要經常更換，而且火砲的精度僅足以對付城市規模的目標。德國的製造此砲的目的是製造一種心理武器來打擊巴黎人的士氣，而不是摧毀這座城市本身。

## 歷史
|  |

1918年3月21日上午7時18分，德軍大砲砲彈落在法國巴黎塞納河碼頭（Quai de la Seine），砲擊持續了15分鐘，之後總共發現21枚彈殼。最初人們以為是齊柏林飛船的炸彈，但當天並沒有看到飛船的蹤形，而且那些彈殼是大砲砲彈而非炸彈，於是法軍推斷可能是德軍匿藏在附近，但搜索無果。數天後，法國航空偵察隊飛行員迪迪埃·多拉發現了巴黎炮。
巴黎砲整個計劃極為機密，發射地點库西堡-欧夫里克與目標巴黎市距離為121公里，砲彈重量約125kg，能發射上40公里高空，也是人類第一個進入平流層的人造物體。巴黎砲安裝在列車上，沿鐵路軌道移動，每次發射需動員80人操作。由於超長射程，因此德國科學家需小心計算科里奧利力對砲彈的影響，砲彈進入平流層後阻力會大減，能有效提高射程。

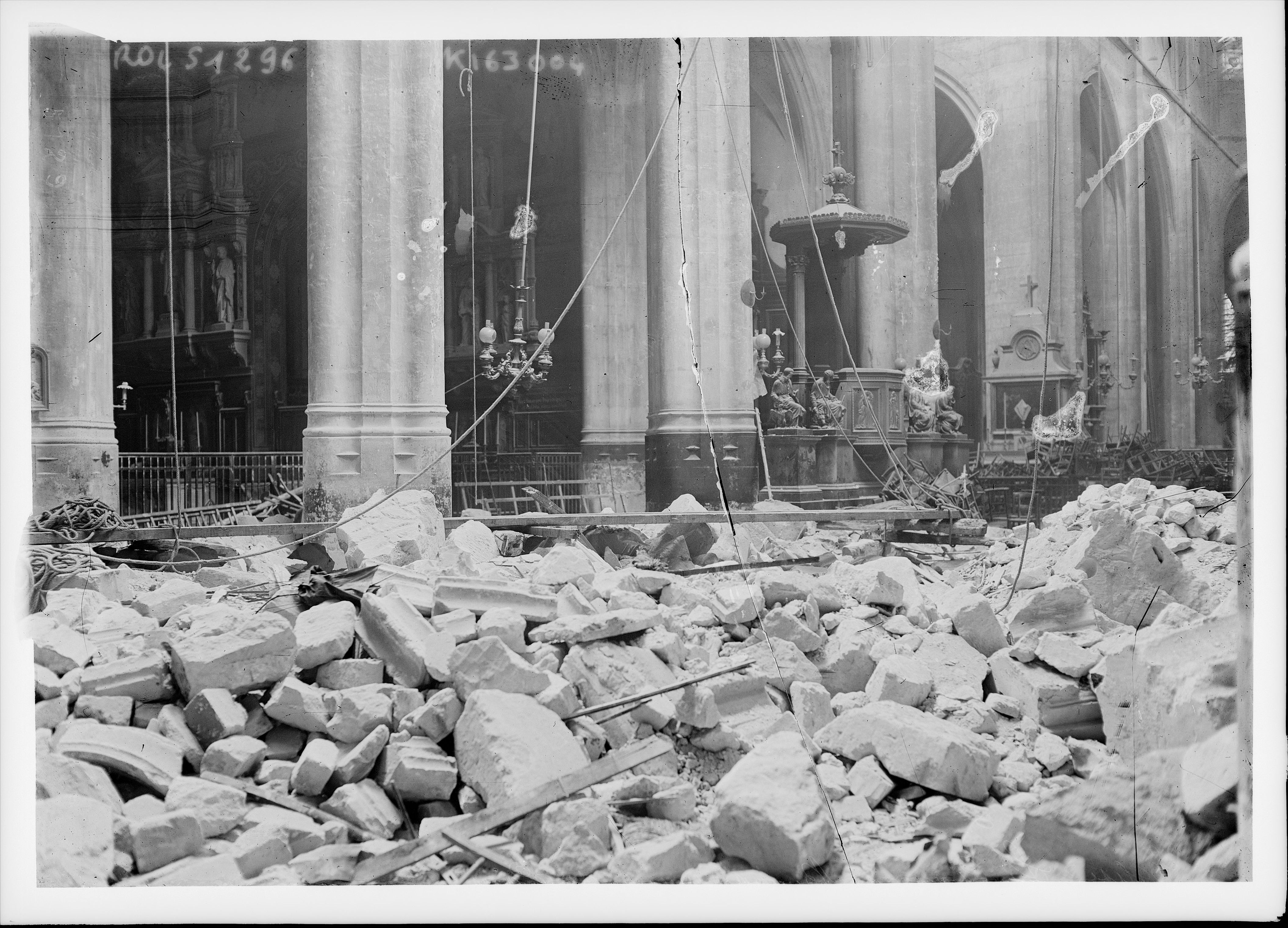
被破壞的圣盖法削和圣玻罗大削教堂

3月29日，巴黎砲擊中了圣盖法削和圣玻罗大削教堂，导致其屋顶坍塌，造成91人死亡。到了1918年8月，由於協約國的推進，德軍只好收起大砲。協約國並沒有捕獲大砲，但一般相信德軍已自行銷毀。
巴黎炮本身用意並不是摧毀巴黎市，而是心理威嚇法國人，但在戰略上來說，巴黎炮是一項失敗品，只造成300多人死亡和900多人受傷。到了1930年代，德國人以巴黎炮獲得的知識，研發長程火箭取代巴黎炮。而克虏伯在納粹掌權後獲得資助研發新的列車炮——K12列车炮，是巴黎砲的優化版本。曾用来跨越英吉利海峡轰击英国。

## 一戰後
根據《凡爾賽條約》的條款，德國人必須將一門完整的巴黎大砲移交給盟軍，但他們從未遵守這項要求。
1930年代，德國陸軍開始對用於遠程火砲的火箭感興趣，以取代《凡爾賽條約》明確禁止的巴黎砲。這項工作最終導致了第二次世界大戰中使用的V-2火箭。
儘管有禁令，克虜伯仍繼續進行遠端火砲的理論研究。1933年納粹政府上台後開始資助該計畫後，他們開始了實驗工作。這項研究催生了21公分K12列車砲，這是對砲設計概念的改進。雖然它的尺寸和射程與前身大致相似，但克虜伯的工程師顯著減少了槍管磨損的問題。他們也透過將K12打造為鐵路炮，提高了固定巴黎砲的機動性。

## 流行文化

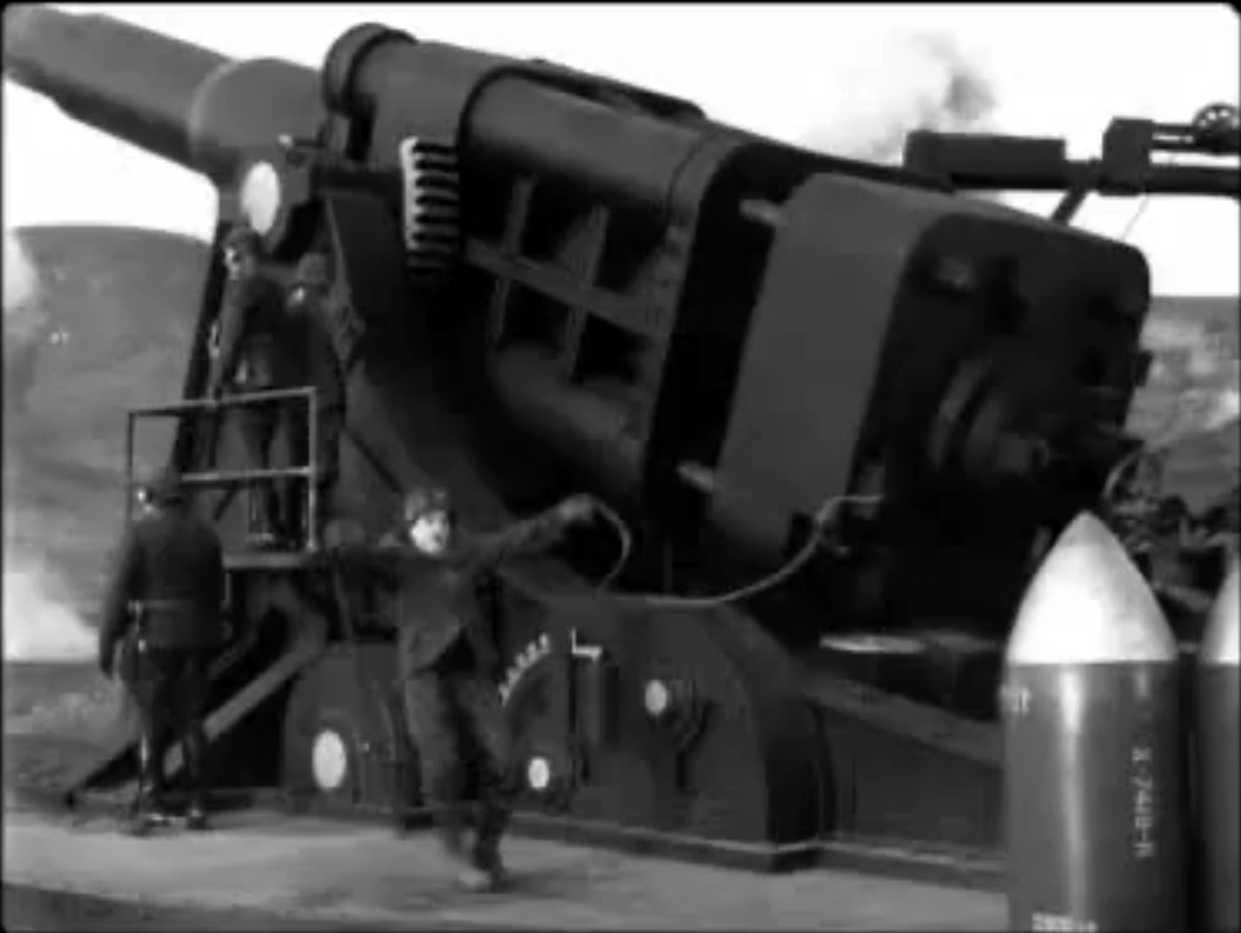
查理·卓別林電影中的大砲

在查理卓別林的電影《大獨裁者》中出現了對巴黎砲的戲仿。「托曼尼亞人」（代表德國的虛構國家）向巴黎聖母院開砲，成功炸毀了一座小戶外廁所。
圣盖法削和圣玻罗大削教堂的毀壞激發了羅曼·羅蘭寫出小說《皮埃爾和盧斯》的靈感。